# Christuskirche (Steinheim)

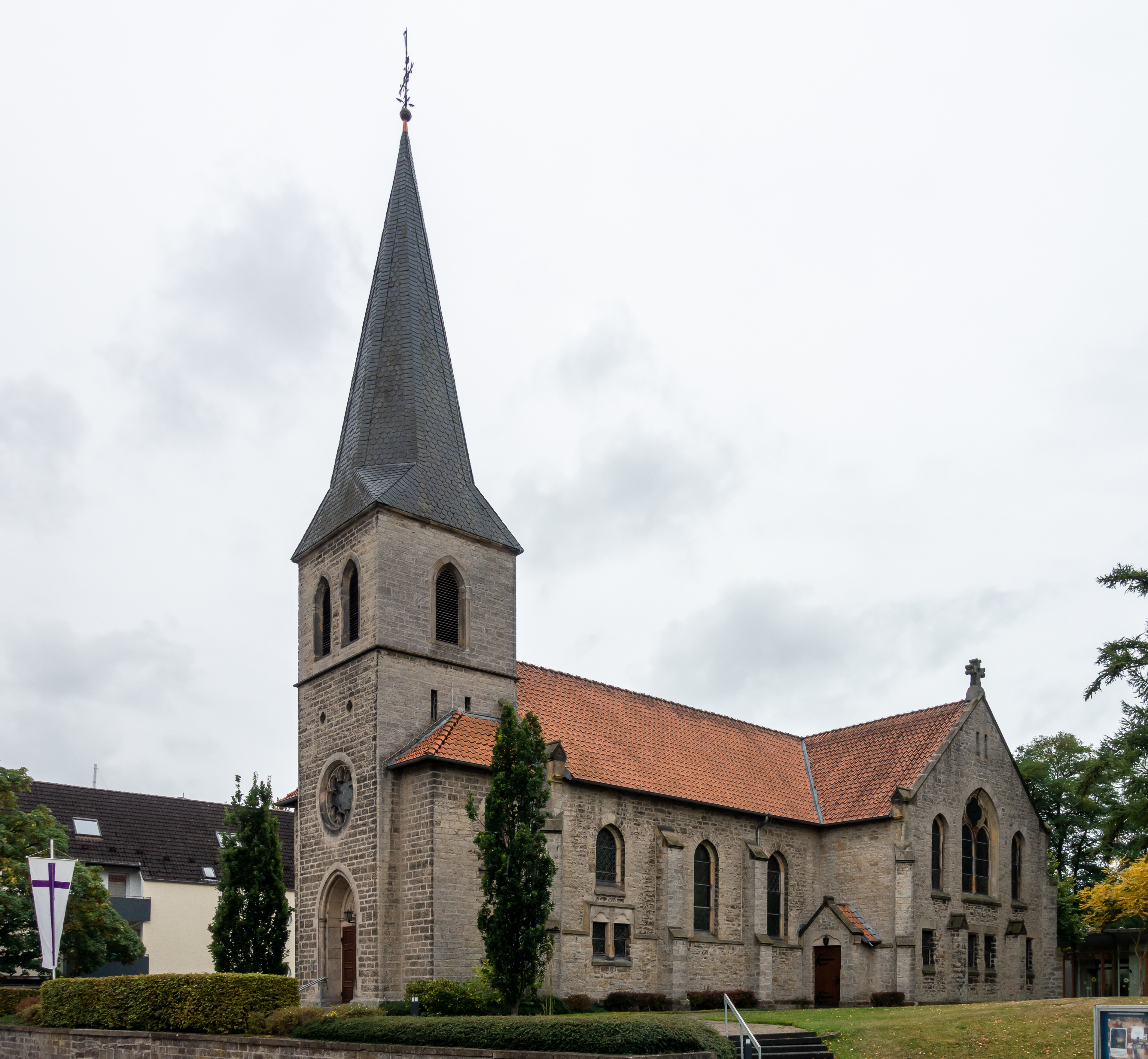
Steinheim, Christuskirche

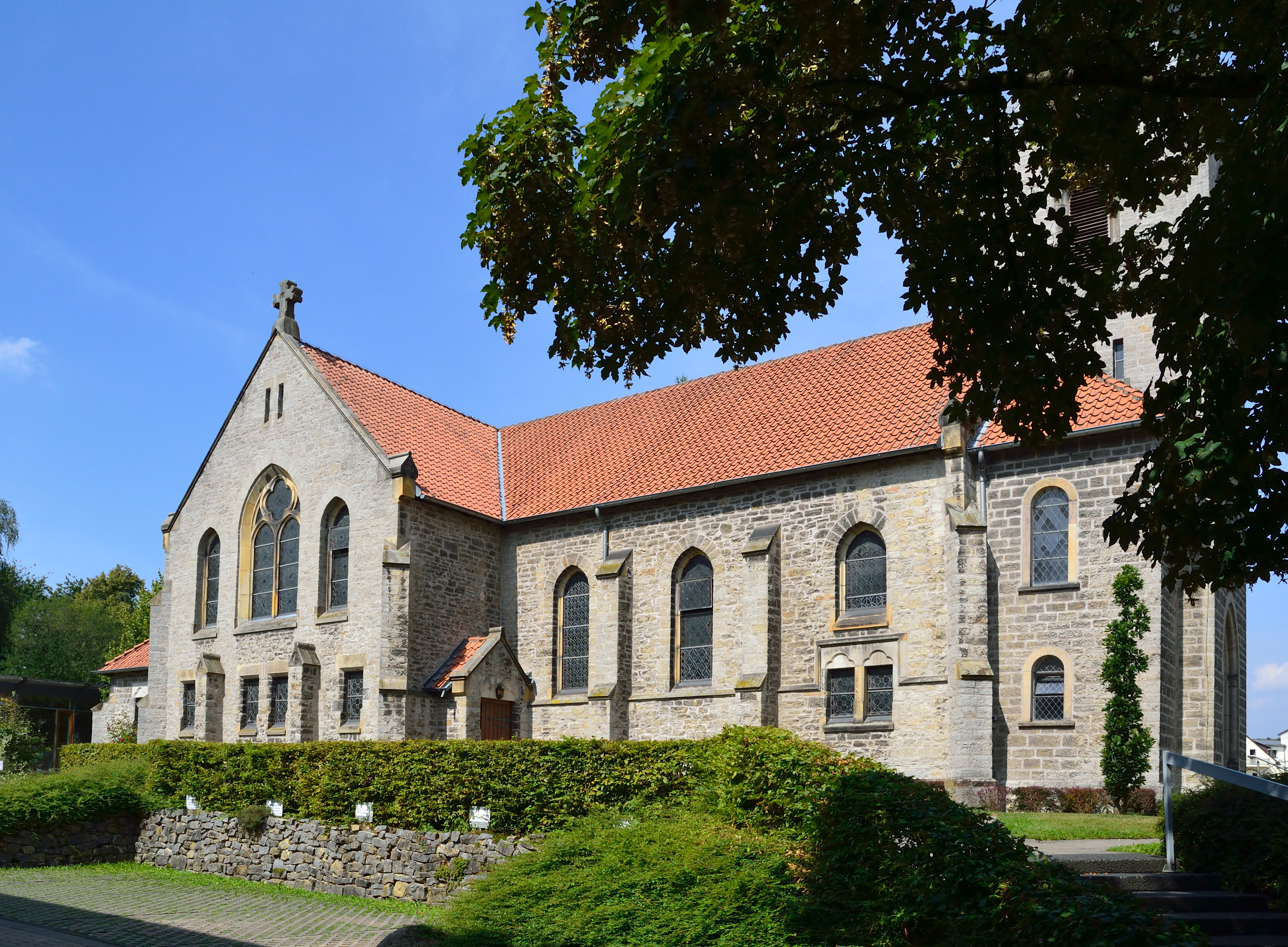
Seitenansicht

Die Christuskirche ist die evangelische Kirche von Steinheim im Kreis Höxter in Westfalen. Als Teil der Christus-Kirchengemeinde Emmer-Nethe gehört sie zum Kirchenkreis Paderborn der Evangelischen Kirche von Westfalen.

## Geschichte
Nachdem die evangelische Bevölkerung in Steinheim zunächst von der Laurentiuskirche im benachbarten Bruchhausen betreut und anschließend der 1844 gegründeten Gemeinde von Brakel zugeordnet worden war, konnte im mittleren 19. Jahrhundert eine eigene evangelische Gemeinde gegründet werden. Als Gottesdienstraum entstand zunächst eine in Backstein errichtete einfache Saalkirche, der in den Jahren 1897 bis 1899 durch den Architekten Karl Siebold aus Bethel bei Bielefeld der Kirchturm mit schiefergedecktem Steilheim zugefügt wurde. Nachfolgend entstand nach seinem Entwurf der Erweiterungsbau mit Querhaus und polygonalem Altarraum, der später zur Sakristei abgemauert wurde. Ausgeführt wurde das Bauwerk in den Formen des romanisch-gotischen Übergangsstils in heimischem Kalkstein, wobei in den Maßwerkgestaltungen das Vorbild des Paderborner Doms maßgeblich wurde.
Die ornamentale Verglasung des Kirchenraums schuf 1907 die Glasmalereianstalt Ferdinand Müller in Quedlinburg, wobei die drei Fenster der Apsis, deren mittleres eine Darstellung des Segnenden Christus zeigt, heute hinterleuchtet in der Altarwand eingesetzt sind.
2019 erfolgte der Zusammenschluss der Christuskirche mit den Kirchengemeinden in Brakel, Marienmünster-Nieheim und Lügde.